# Рябцев, Роман Николаевич
Роман Николаевич Ря́бцев (род. 25 января 1970, Воронеж) — композитор, поэт, видеоблогер, продюсер.

## Карьера
Бросил на втором курсе педагогический институт. Профессиональную музыкальную карьеру начал в 1988 году в составе дуэта «Прощай, молодость». В 1990 году стал клавишником группы «Биоконструктор», после чего ушёл в группу «Технология».
Песня «Странные танцы» в исполнении Романа Рябцева несколько месяцев в 1991—1992 годах занимала ведущие места в хит-параде газеты «Московский комсомолец». Песня «Рано или поздно» была признана лучшей песней 1993 года по итогам хит-парада ТАСС.
Осенью 1992 года Роман Рябцев покинул группу, уехав во Францию для записи сольного альбома по контракту с Radio France Internationale, и в конце сентября 1993 объявил о своем окончательном уходе.
За 10 лет сольной карьеры Рябцев выпустил четыре диска: 2 компиляции: «Странные танцы» — в который вошли песни, записанные во Франции, и «Золотая коллекция» + 2 альбома: «Если я стану другим» (Союз) и «Красный день календаря» (JAM). Остальное время он посвятил работе аранжировщика и саунд-продюсера в собственной студии, создав несколько альбомов («Кар-Мэн», «Майами», «Подъём!» и др.) и порядка 30 ремиксов для разных исполнителей.
В 2003 году произошло воссоединение группы «Технология» в составе Романа Рябцева и Владимира Нечитайло, с участием новых музыкантов.
С конца 2017 года возобновил сольную карьеру.
Осенью 2019 года совместно с актёром дубляжа Сергеем Пономарёвым начал на YouTube выпуск шоу «Обычные люди». Было сделано три выпуска.
В сентябре 2020 года начал сотрудничество в качестве саунд-продюсера с певицей Lilly Beth (Елизавета Субботина).
С 2021 года ведёт авторскую колонку в рамках «Звуковой дорожки», газеты «Московский комсомолец».
25 января 2022 года объявил об окончании сценической карьеры и анонсировал последний альбом под именем Роман Рябцев. Представил новый студийный проект JoyHeart.
Осенью 2022 г. состоялся релиз дуэтного сингла совместной с Хелависой работы «Последняя песня».
25 января 2024 года Роман выпустил альбом "Перекрёстки".
В записи альбома приняли участие: Хелависа, Сергей Мазаев, Вадим Галыгин, Татьяна Буланова, Moumina, Ю-ЛА, юная подопечная Романа Рябцева Lilly Beth, а так же актёры театра, кино и дубляжа - Пётр Коврижных, Алёна Фалалеева, Алия Насырова, Сергей Пономарёв и Иван Жарков.

## Взгляды
В интервью 2013 года критически оценил обстановку в России, отметив высокий уровень коррупции, наличие цензуры и «зашкаливающую ненависть, срежиссированную установками сверху», а также поддержал право на свободу частной жизни, назвав «омерзительными» нападки на представителей сексуальных меньшинств.

## Личная жизнь
9 марта 2019 года женился на своём пиар-менеджере, Марии Перовой.

## Дискография

### Альбомы
- 1994 — Странные танцы (переиздания — 1997 г. и 2004 г.) [Первое музыкальное]
- 1995 — Если я стану другим (переиздания — 2001 г. и 2004 г.)
- 1997 — Красный день календаря (переиздан в 2004 г.)
- 2018 — Без тебя (EP)
- 2020 — Обычные люди (EP) [Первое музыкальное]
- 2024 - Перекрёстки [Первое музыкальное]
- 2025 -Слушай воздух [Первое музыкальное]

### Сборники
- 2001 — Звёздная коллекция

### Синглы
- 2018 — Вернуться домой
- 2018 — Весна
- 2018 — Хватит спать!
- 2018 — С Новым годом! [Первое музыкальное]
- 2019 — Наша Тайна [Первое музыкальное]
- 2019 — Очарован [Первое музыкальное]
- 2019 — Четыре ветра [Первое музыкальное]
- 2020 — Роман Рябцев, Иван Жарков, Сергей Пономарёв — Рагнарёк (С Новым годом!) [Первое музыкальное]
- 2021 — JoyHeart & Lilly Beth — My Sweet Christmas [Первое музыкальное]
- 2022 — Роман Рябцев & Хелависа — Последняя песня [Первое музыкальное]
- 2023 — Роман Рябцев & Михаил Кшиштовский — PRO ЛОСОСЬ Первое музыкальное
- 2023 — Роман Рябцев & Татьяна Буланова — Игры Первое Музыкальное
- 2023 - Роман Рябцев - Голоса (Из сериала "Сёстры. 2 Сезон")

## Чарты
| Год  | Композиция       | Хит-парад звуковой дорожки MK |
| ---- | ---------------- | ----------------------------- |
| 2018 | «С Новым Годом!» | 19                            |